# Vitali Boot
Vitali Boot (6 de julio de 1972) es un deportista alemán que compitió en boxeo. Ganó una medalla de bronce en el Campeonato Mundial de Boxeo Aficionado de 2001, en el peso superpesado.

## Palmarés internacional
| Campeonato Mundial | Campeonato Mundial    | Campeonato Mundial | Campeonato Mundial |
| Año                | Lugar                 | Medalla            | Categoría          |
| ------------------ | --------------------- | ------------------ | ------------------ |
| 2001               | Belfast (Reino Unido) | Medalla de bronce  | +91 kg             |